# Relativity Suite
Albums par Jazz Composer's Orchestra
Escalator over the Hill
(1971) Numatik Swing Band (en)
(1973)
Albums par Don Cherry
Organic Music Society (en)
(1972) Eternal Now (en)
(1973)
Relativity Suite est un album de jazz de Don Cherry avec le Jazz Composer's Orchestra, publié en 1973 chez JCOA Records.

## À propos de la musique
Relativity Suite est une commande passé par le Jazz Composer's Orchestra à Don Cherry en 1970. Le trompettiste figurait sur les deux premiers albums de l'orchestre, The Jazz Composer's Orchestra (en) (1968) et Escalator over the Hill (1971).
Don Cherry n'a écrit aucune partition pour la musique, chantant ou de jouant à la trompette les mélodies que les musiciens doivent interpréter. Fin novembre 1972, l'orchestre répète toute une semaine à l'Université de New York. La suite est donnée en concert à la fin de la semaine, le 1er décembre 1972. Ce concert est encore sous forme de work in progress : Cherry continue d'indiquer des motifs au piano, ou de souligner les mélodies au chant. Le public est invité à participer en chantant.
Pour le journaliste John S. Wilson (The New York Times), « Relatively Suite est un mélange de mélodies charmantes, presque folkloriques, avec une teinte nettement africaine, de rythmes puissants et entrainants, et d'excursions occasionnelles dans la fureur bruyante et hurlante du jazz d'avant-garde ».
L'album s'ouvre avec Cherry au chant carnatique, technique qu'il a apprise aux côtés du musicien indien Prân Nath,.
La pochette présente un patchwork en tissu réalisé par Moki Cherry.
L'album est réédité en vinyle en 2020 par Klimt.

## Réception critique
Pour Brian Olewnick (AllMusic), « bien que Relativity Suite ne coupe pas le souffle autant que Eternal Rhythm (en) [1969], cet album tient la comparaison sur sa première moitié et contient de nombreux beaux moments ».
John S. Wilson du New York Times, qui a assisté à des répétitions et à un concert avant l’enregistrement du disque, loue les qualités mélodiques de la musique : « des airs charmants et obsédants sur lesquels Cherry utilise avec brio sa section de cordes, intriquant cuivres, bois et vents ». La musique, « kaléidoscopique » et « lyrique », demande plusieurs écoutes pour être pleinement appréciée.

## Pistes
Toute la musique est composée par Don Cherry.
| No | Titre                        | Soliste                                     | Durée |
| -- | ---------------------------- | ------------------------------------------- | ----- |
| 1. | Tantra                       | Frank Lowe (en) (saxophone ténor)           | 8:00  |
| 2. | Mali Doussn'gouni            | Don Cherry (voix, trompette)                | 5:40  |
| 3. | Desireless                   | Carlos Ward (saxophone alto)                | 1:22  |
| 4. | The Queen of Tung-T'ing Lake | Selene Fung (ching), Don Cherry (trompette) | 4:30  |
| 5. | Trans-Love Airways           | Don Cherry (voix), Charlie Haden (basse)    | 6:50  |
| 6. | Infinite Gentleness          | Carla Bley (piano)                          | 3:22  |
| 7. | March of the Hobbits         | Ed Blackwell (batterie)                     | 3:38  |

## Musiciens
- Don Cherry : direction, trompette, conque, voix, percussions
- Charles Brackeen : saxophone soprano et alto, voix
- Carlos Ward : saxophone alto, voix
- Frank Lowe (en) : saxophone ténor, voix
- Dewey Redman : saxophone ténor, voix
- Sharon Freeman : cor d'harmonie
- Brian Trentham : trombone
- Jack Jeffers : tuba
- Leroy Jenkins : violon
- Joan Kalisch : alto
- Nan Newton : alto
- Pat Dixon : violoncelle
- Jane Robertson : violoncelle
- Charlie Haden : guitare basse
- Carla Bley : piano
- Ed Blackwell : batterie
- Paul Motian : batterie, percussions
- Moki Cherry : tambura (sur Trans-Love Airwars)
- Selene Fung – ching